# Novosibirská zoologická zahrada
Novosibirská zoologická zahrada (rusky Новосибирский зоопарк) je jedna z největších zoologických zahrad Ruska. Zaujímá plochu 63 ha, roku 2016 zde chovali okolo 11 tisíc zvířat 770 různých druhů, z nichž je více než 350 zaneseno do červené knihy ohrožených druhů. Zaměřují se zde zejména na chov zvířat z řádu kočkovitých a lasicovitých.

## Historie
V roce 1933 vznikla v Novosibirsku Západosibiřská krajská dětská technická a zemědělská stanice s nevelkým zookoutkem. Jejím vědeckým vedoucím se stal zoolog a spisovatel Maxim Dmitrijevič Zvěrcev. Roku 1937 zde chovali 50 druhů ptáků a 35 druhů jiných zvířat. Žáci se sem nechodili pouze dívat, ale také provádět výzkumy, k čemuž zde sloužila zoologická laboratoř.
Po napadení Sovětského svazu nacistickým Německem byla evakuována řada zvířat ze zoologických zahrad a cirkusů v západních částech SSSR právě sem do Novosibirsku. Zvířata byla umístěna do zdejších garáží. Ačkoliv se jednalo o velmi provizorní podmínky, místní lidé si zvěřinec záhy oblíbili.
Když válka skončila, místní se nechtěli se zvířaty rozloučit. Z iniciativy M. D. Zvěrceva byla proto na území technické a zemědělské stanice založena 29. srpna 1947 Novosibirská zoologická zahrada. Jednalo se o první zoologickou zahradu na Sibiři, dlouho zůstala jediná. Začínala s 34 druhy savců a 20 druhy ptáků.
Zoologická zahrada postupně rostla, byť podmínky zůstávaly dlouho nevyhovující. Prvním exotickým druhem, který se v Novosibirsku roku 1957 objevil, byly andulky vlnkované (tehdy ještě velmi vzácné).
Ačkoliv se již od roku 1949 hovořilo o výstavbě nového důstojného areálu na kraji města, přesun do nových prostor probíhal postupně až v letech 1983-2005.
Od roku 2004 chová zoologická zahrada ligery, křížence lva a tygra.

## Galerie

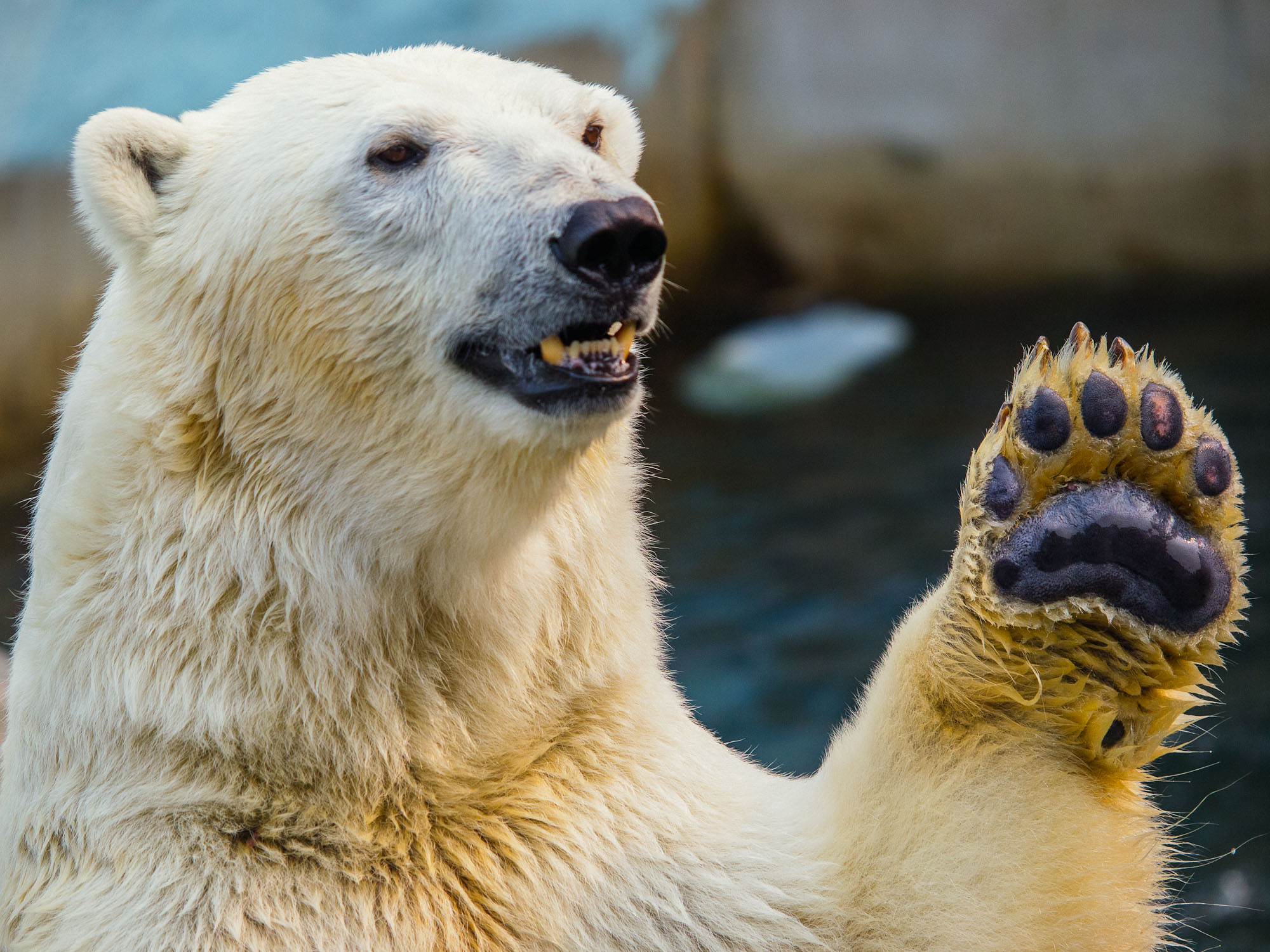
Lední medvěd
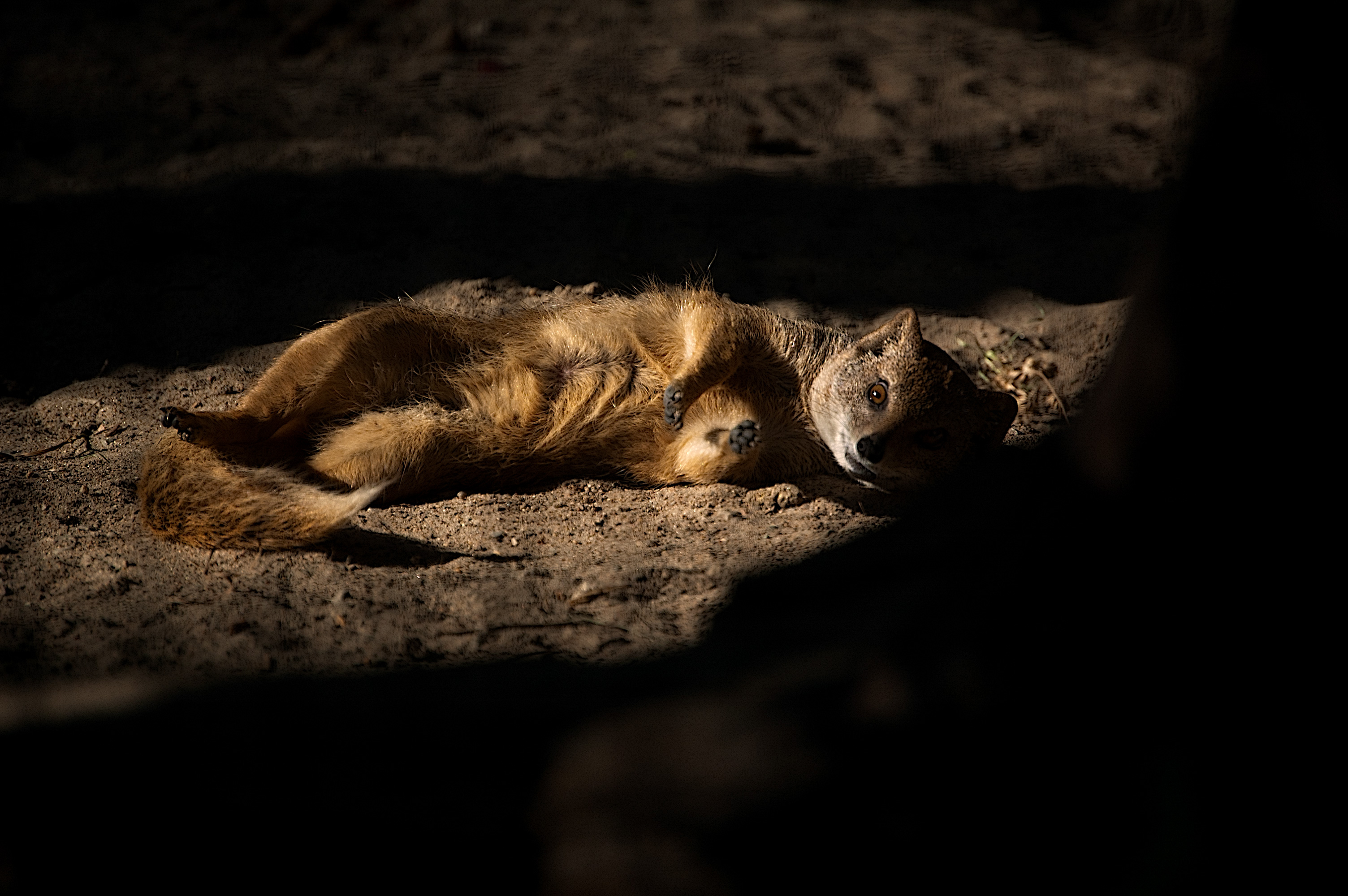
Mangusta liščí
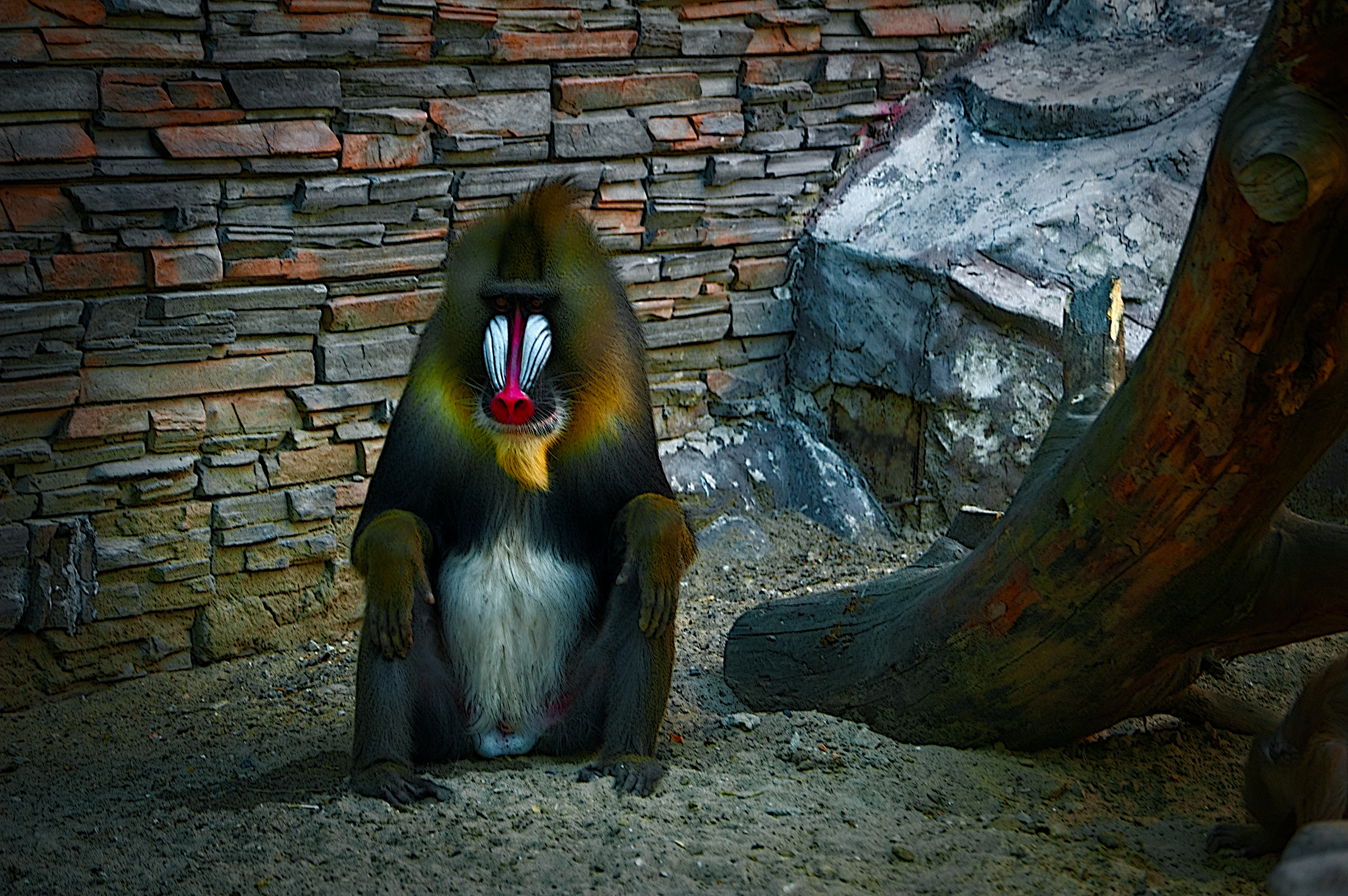
Mandril rýholící
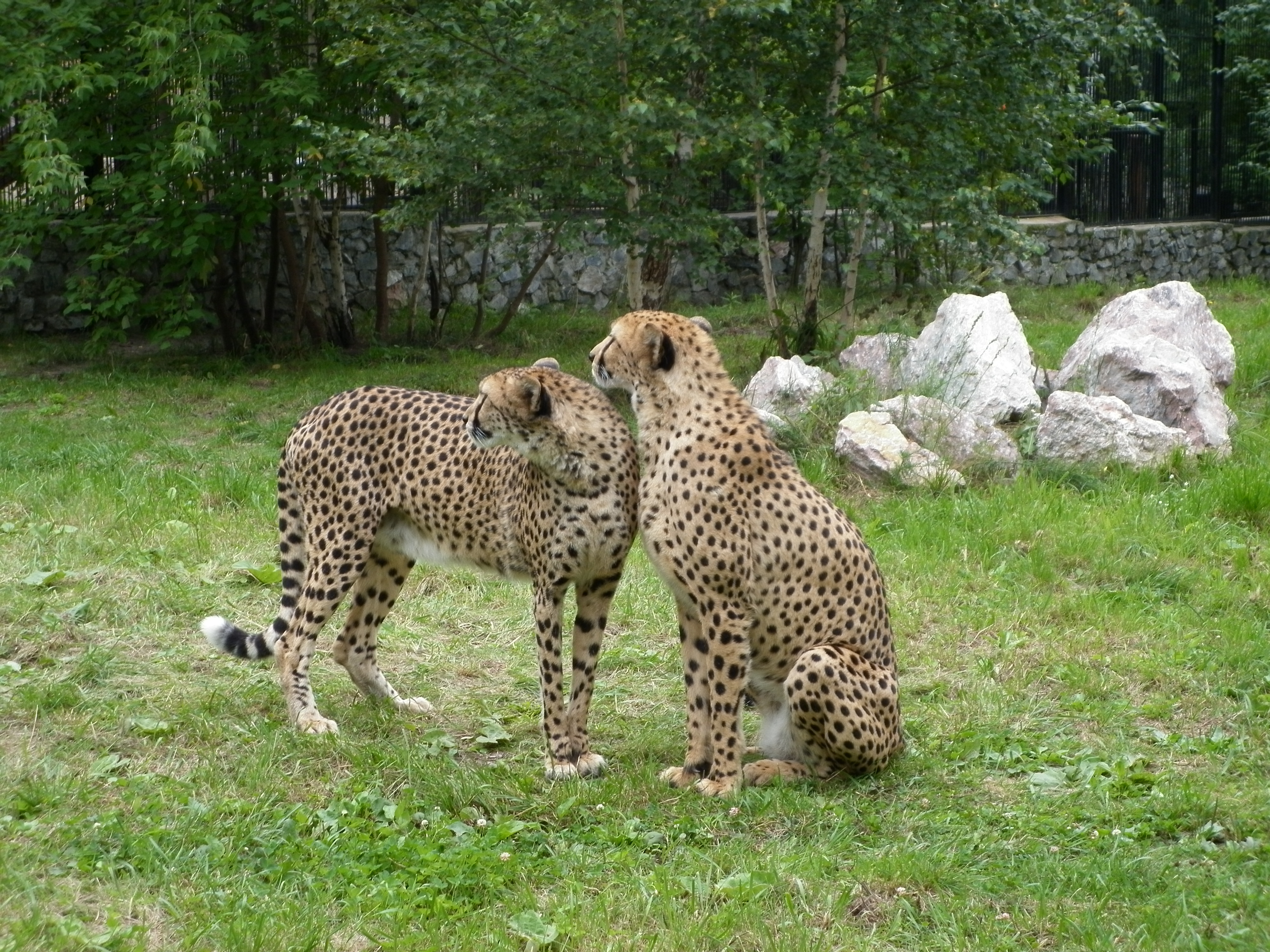
Gepard štíhlý
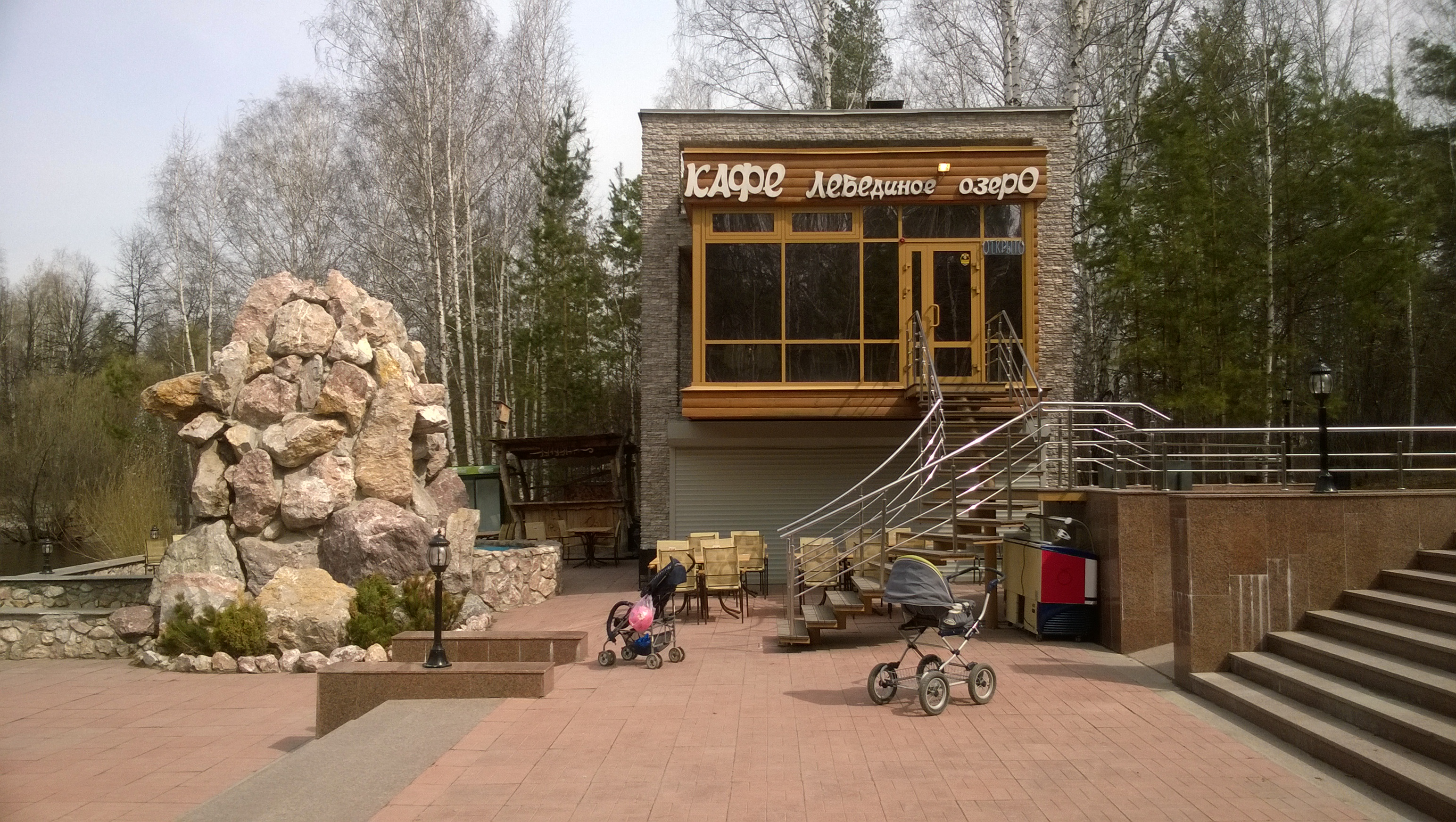
Kavárna
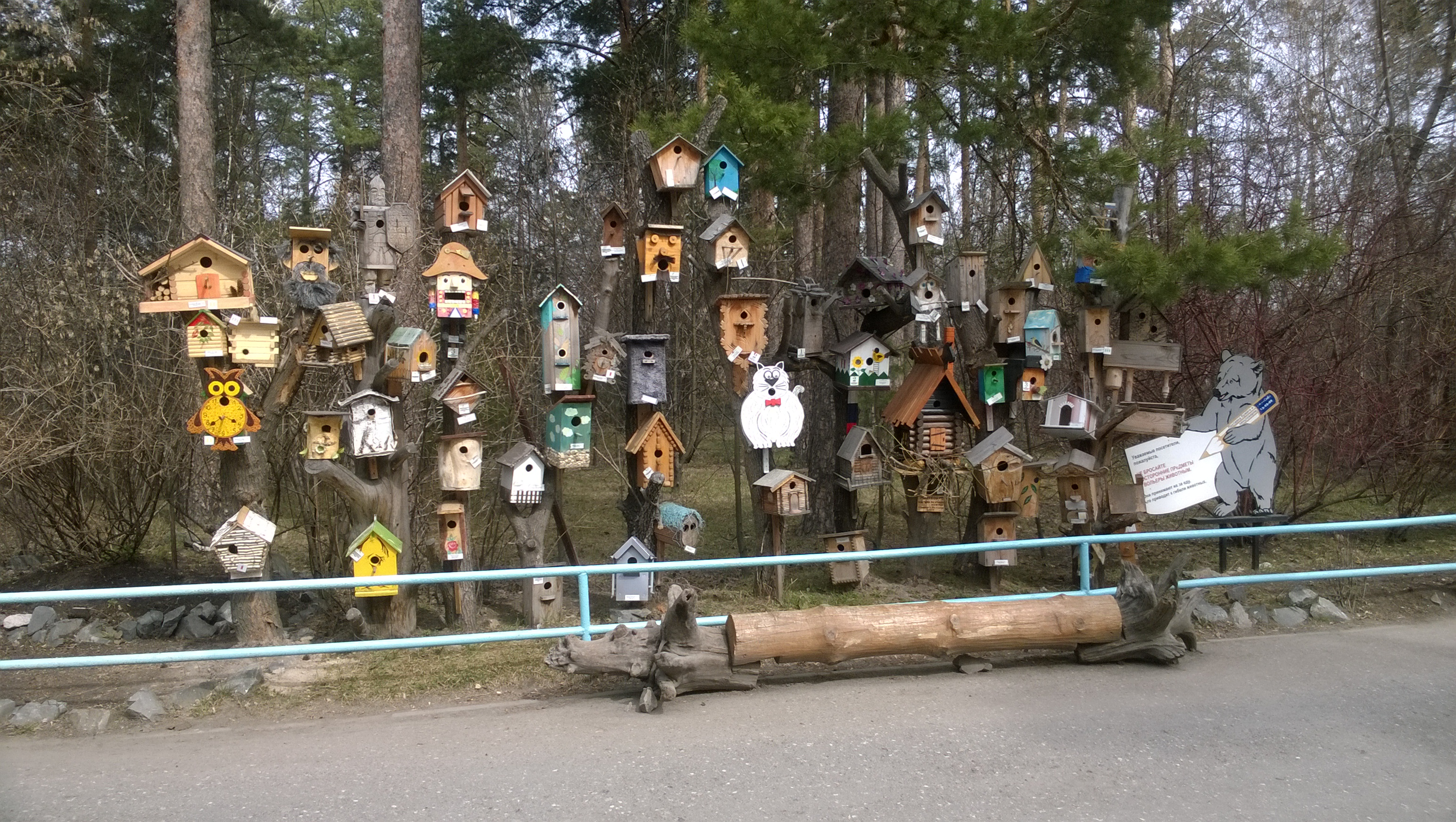
Ptačí budky
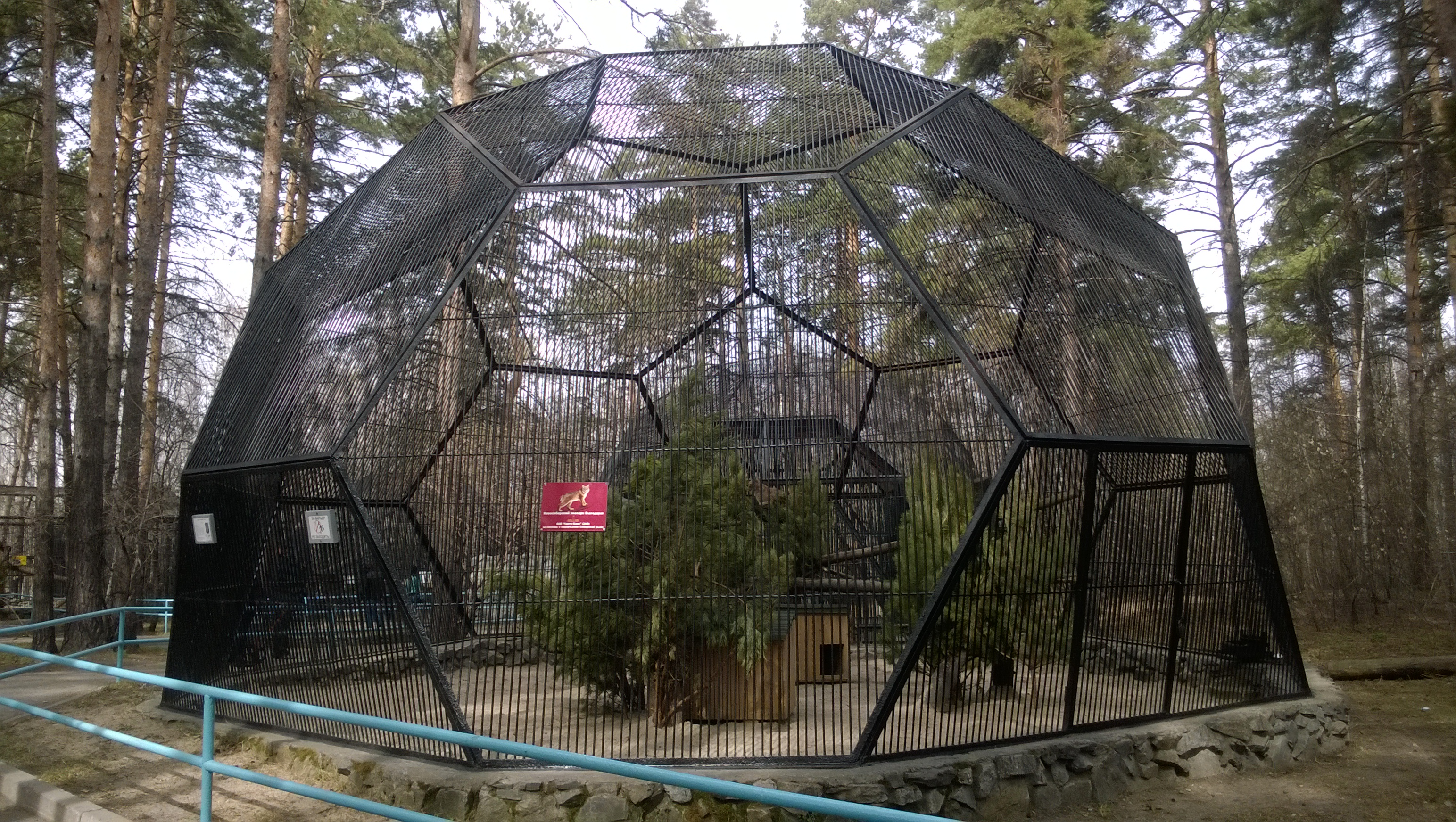
Voliéra
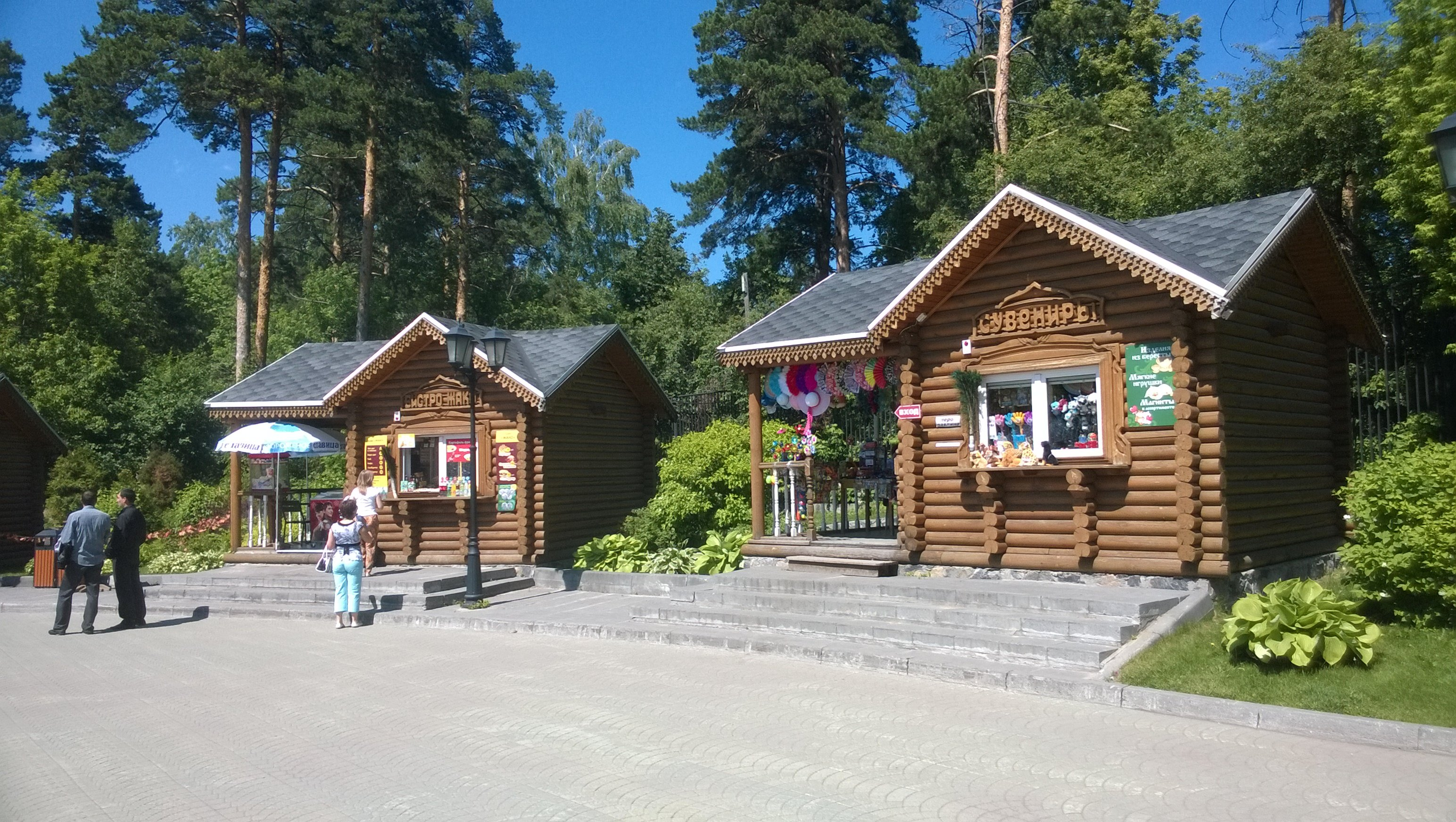
Suvenýry
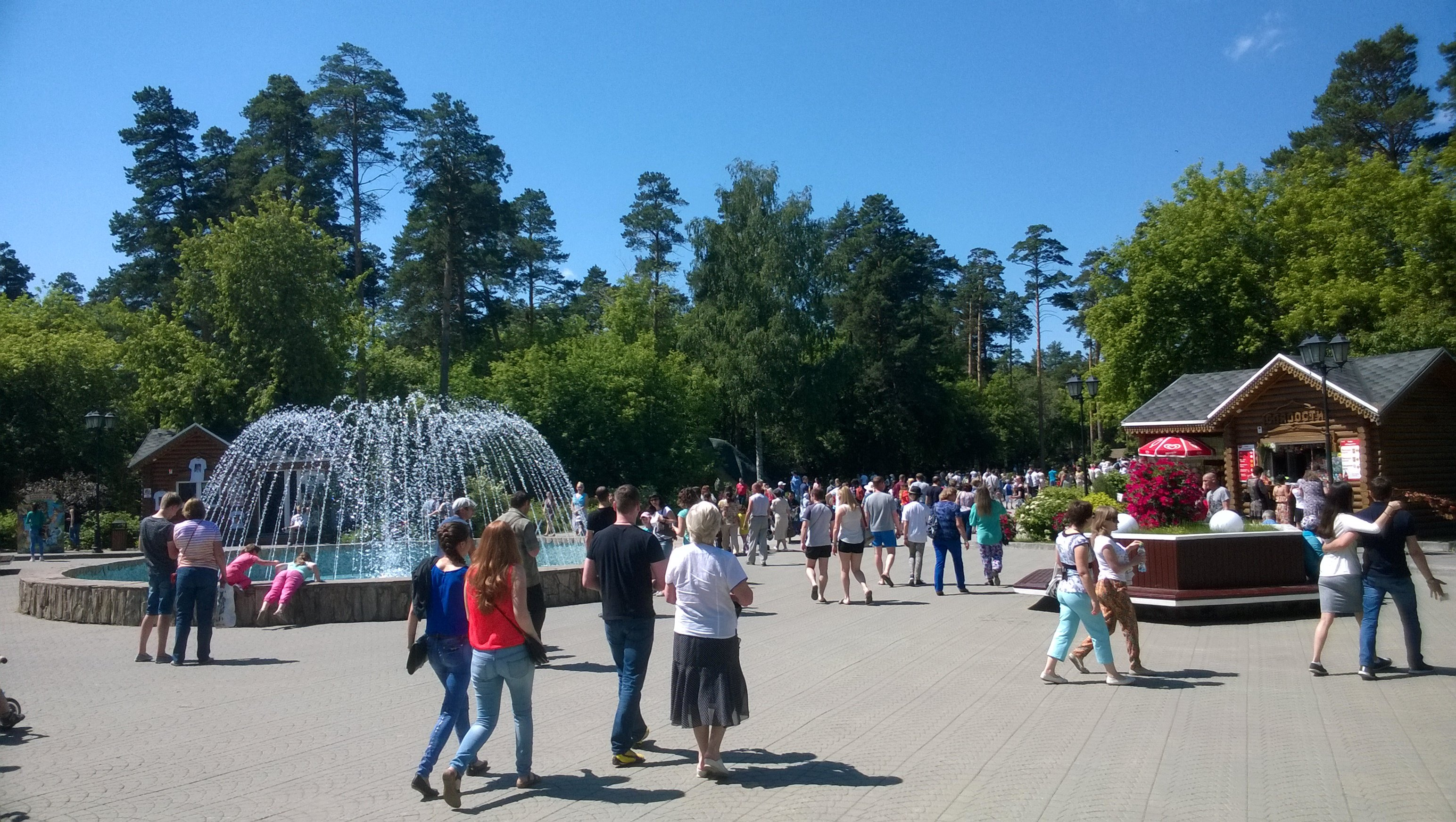